# Plante arborescente

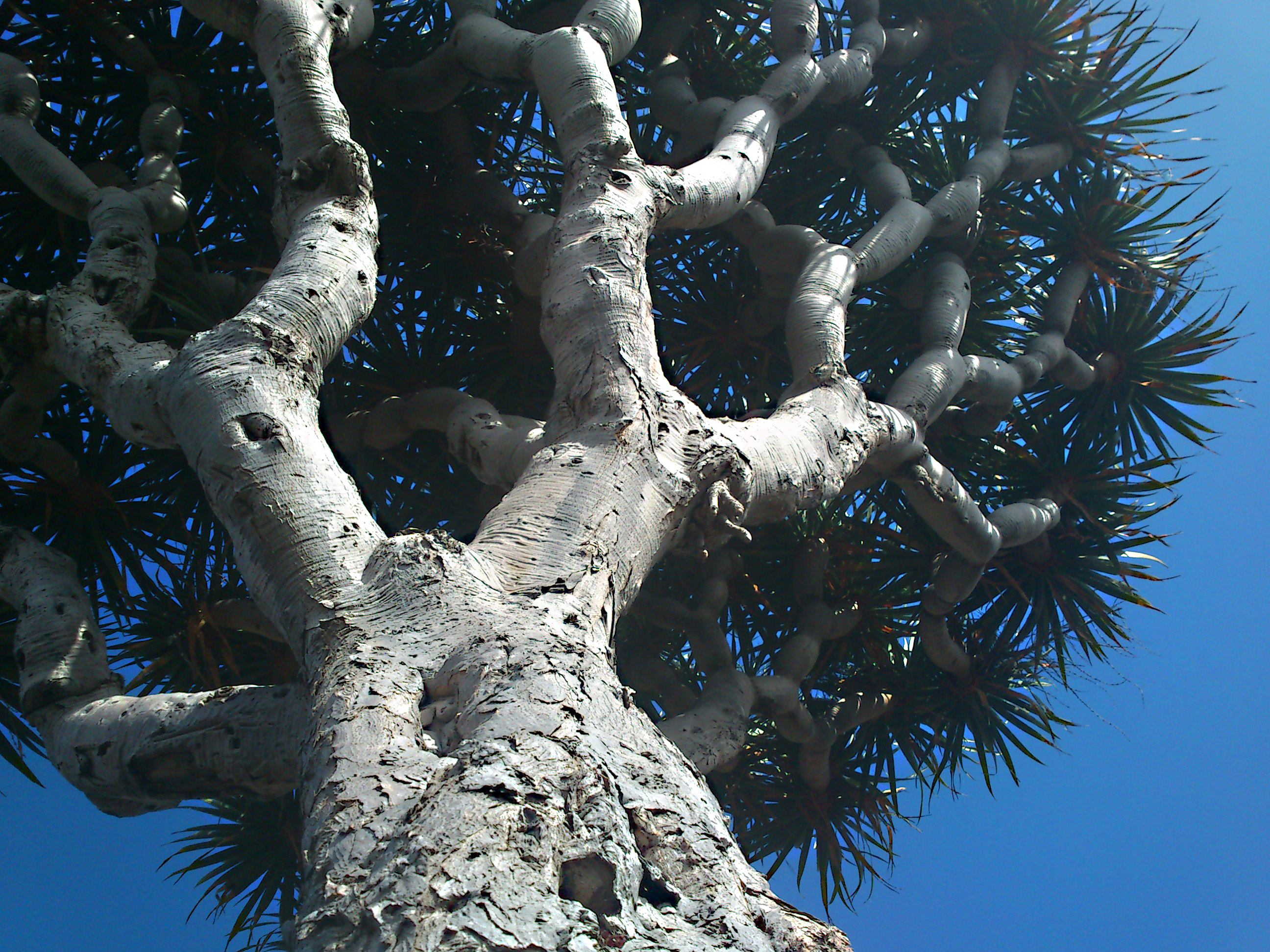
Faux-tronc et branches d'un dragonnier des Canaries, une grande plante arborescente : bien qu'elle ressemble à un arbre, ce n'en est pas un.

Une plante arborescente est une plante en forme d'arbre. Toutefois une plante arborescente n'est pas nécessairement un arbre, car elle peut être dépourvue de lignine. C'était par exemple le cas des fougères arborescentes du Mésozoïque et dans une moindre mesure de leurs descendants actuels, capables d'atteindre plusieurs mètres de hauteur. Le palmier est une plante arborescente, mais non un arbre stricto sensu.
Ainsi, les fougères arborescentes, bien qu’ayant une allure d’arbre, ne possèdent pas de tronc mais un stipe qui est en fait un rhizome qui croît à la verticale.
Le stipe, constitué par les restes des anciennes frondes et entouré par les racines aériennes, est inerte et ne sert qu’au maintien de la plante et à sa stabilité.
Seule l’extrémité haute de la plante est vivante et les feuilles ou frondes.
Les bananiers de la famille des Musaceae sont des plantes herbacées arborescentes pouvant atteindre plusieurs mêtres de haut.
Le stipe est une pseudo-tige se développant à partir d'un court rhizome et formée par l'enroulement des gaines foliaires les unes autour des autres.
Le stipe d'un palmier qui lui permet d'avoir un aspect arborescent n'a, contrairement à un tronc, ni strie de croissance ni tissu secondaire. La conduction de la sève est assurée par des tissus primaires renouvelés au cours de la vie de la plante. Le stipe est issu d’un empilement de la base des feuilles, le pétiole, et porte les cicatrices des feuilles tombées. La structure interne est souple, avec un tissu de réserve qui donne au palmier de l'élasticité pour résister aux vent alors que les tissus périphériques se durcissent pour apporter de la robustesse à la tige.
Le Dragonnier, du genre Dracæna qui comprend environ 60 espèces, est une plante à port arborescent élevé et ramifié. Son stipe, ou faux-tronc non ligneux, peut atteindre jusqu'à 20 m de hauteur suivant l'espèce et produit une sève rouge, le sang-dragon, connue depuis l’Antiquité et utilisée comme teinture.